# Igreja de Nossa Senhora das Graças (Mesquita)
A Igreja de Nossa Senhora das Graças é um templo católico do município de Mesquita, no Rio de Janeiro, fundada em 15 de novembro de 1948, sendo a principal paróquia católica da cidade. Está localizada no Centro de Mesquita e há mais de 60 anos abriga a padroeira do município.